# مخزن سد قپچاغای
مخزن سد قپچاغای (به قزاقی: Kapchagay Reservoir) یک مخزن سد در قزاقستان است که در استان آلماتی واقع شده‌است.